# Виживальники

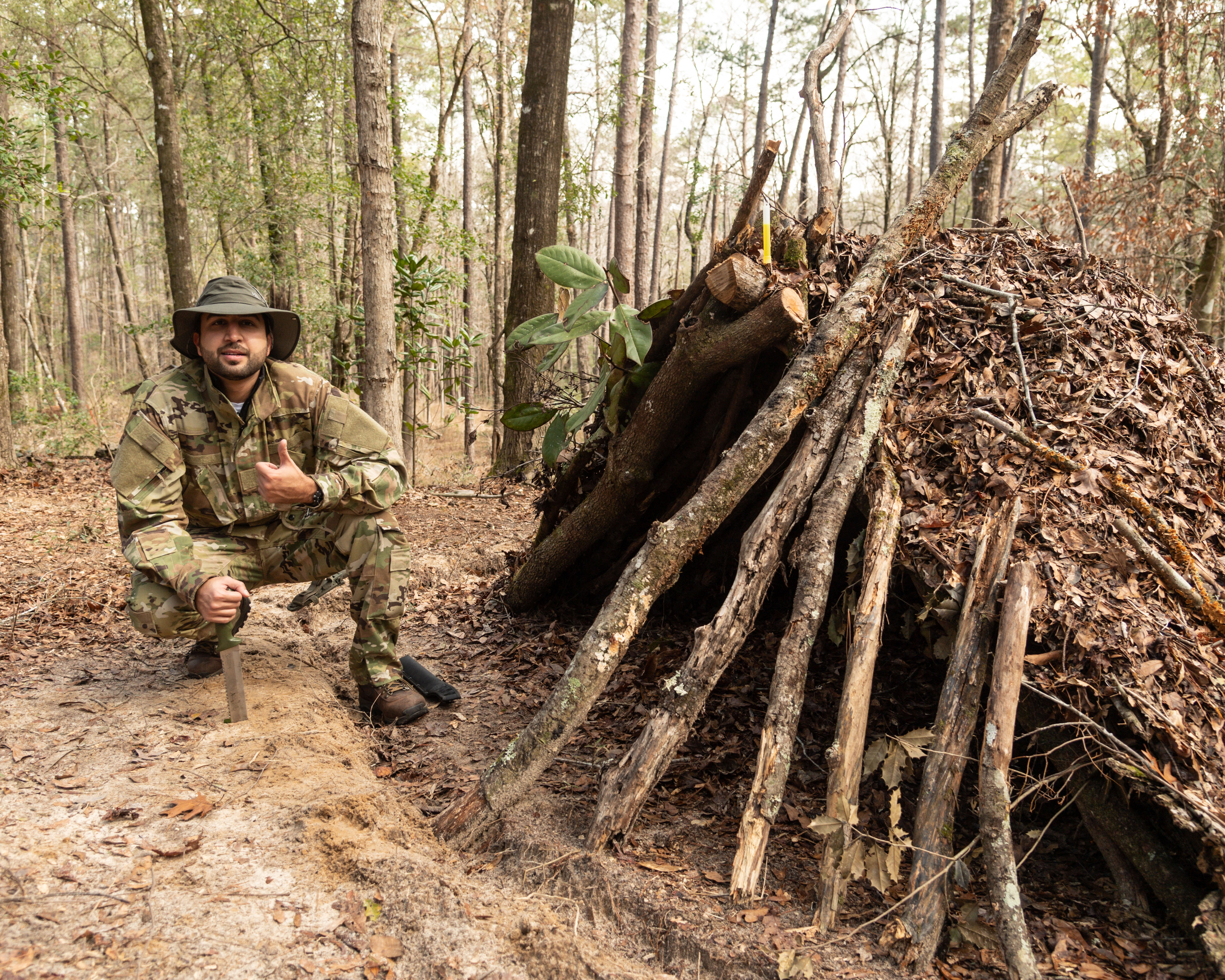
Будівництво куреня на майстер-класі з виживання

Вижива́льники чи пре́пери (від англ. prepare — готуватися) — прихильники практики постійної готовності до стихійних лих чи надзвичайних ситуацій. Виживальники готуються виживати у разі як локальних (аварія на електростанції, землетрус, масові заворушення тощо) так і глобальних (світова війна, планетарний катаклізм тощо) лих. Вони можуть бути як окремими індивідами, так і об'єднуватися в неформальні субкультури. Їхня діяльність переважно полягає в оволодінні навичками виживання в дикій природі та накопиченні запасів. Діяльність виживальників часто пов'язана з роботою парамілітарних організацій.

## Діяльність

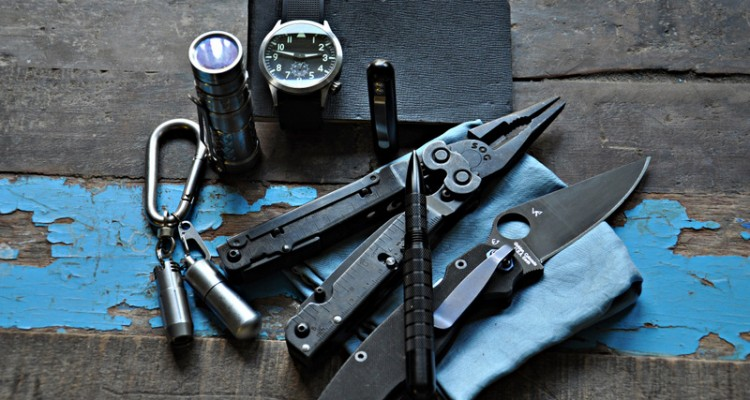
Набір інструментів для виживання

Виживальництво часто відрізняють від гомстедингу — ведення самозабезпечуваного господарства, хоча спосіб життя в обох випадках може бути подібним. Виживальник, як правило, має запас харчів, інструментів, зброї, що очікувано допоможуть вижити в разі порушення звичайного способу життя суспільства (при епідемії, після урагану, землетрусу, в умовах війни тощо). Він може як жити в місті, так і в сільській місцевості, де займатися натуральним господарством. Гомстединг натомість завжди передбачає життя за межами міст, мінімальну залежність від соціальних служб, грошей, стереотипів міського життя. Мета гомстедингу передусім полягає в здобутті свободи від суспільства, а не виживанні в умовах надзвичайної ситуації (хоча гомстединг може підвищити шанси на виживання). Препінг може відокремлюватися від виживальництва на підставі, що препінг спрямований на тривале виживання, накопичення ресурсів; а виживання — максимально ефективне використання ресурсів упродовж нетривалого часу. Проте обидва терміни можуть вживатися і як синоніми.

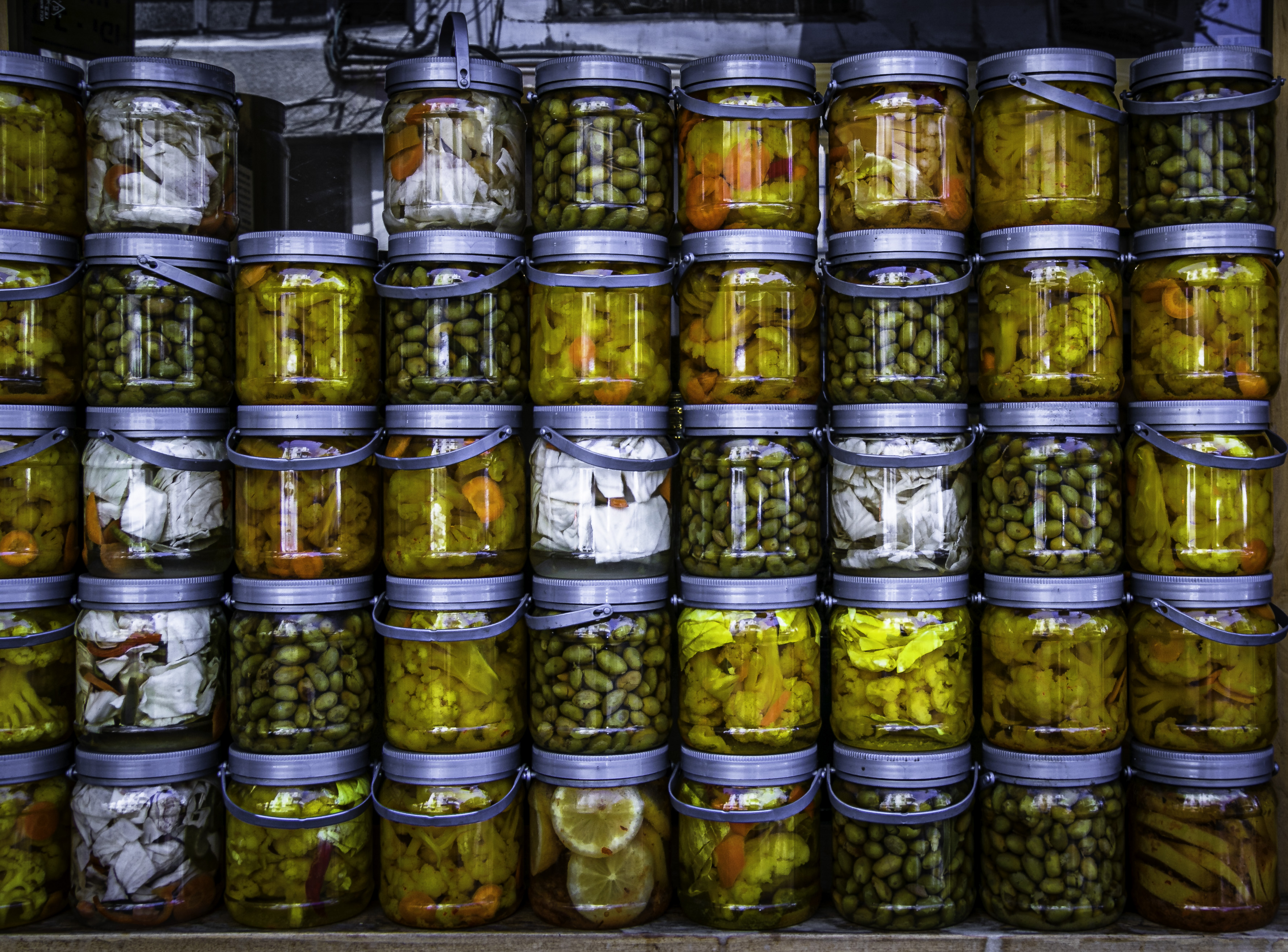
Запас консервів

Кредо виживальників можна сформулювати як «бути найкращими в підготовці до найгіршого». Це передбачає:
- накопичення запасів води та їжі,
- створення планів евакуації,
- пошук або будівництво сховищ, таких як бункери, землянки, підвали тощо,
- освіту і практику в галузі виживання,
- збирання корисних предметів, таких як: потужні ліхтарики, батарейки та акумулятори, павербанки, зарядні станції, аптечки, спальні мішки, різноманітні інструменти, кресала, мультитули, мотузки, наприклад паракорд, засоби для очищення води, а також засоби самооборони.

Рух виживальництва найбільше поширений в Америці, та відображається в літературі, подкастах, фільмах і серіалах. Зростання руху зумовило пропозиції на ринку спорядження для кемпінгу і курсів бушкрафту (мистецтва жити в лісі).

## Історія

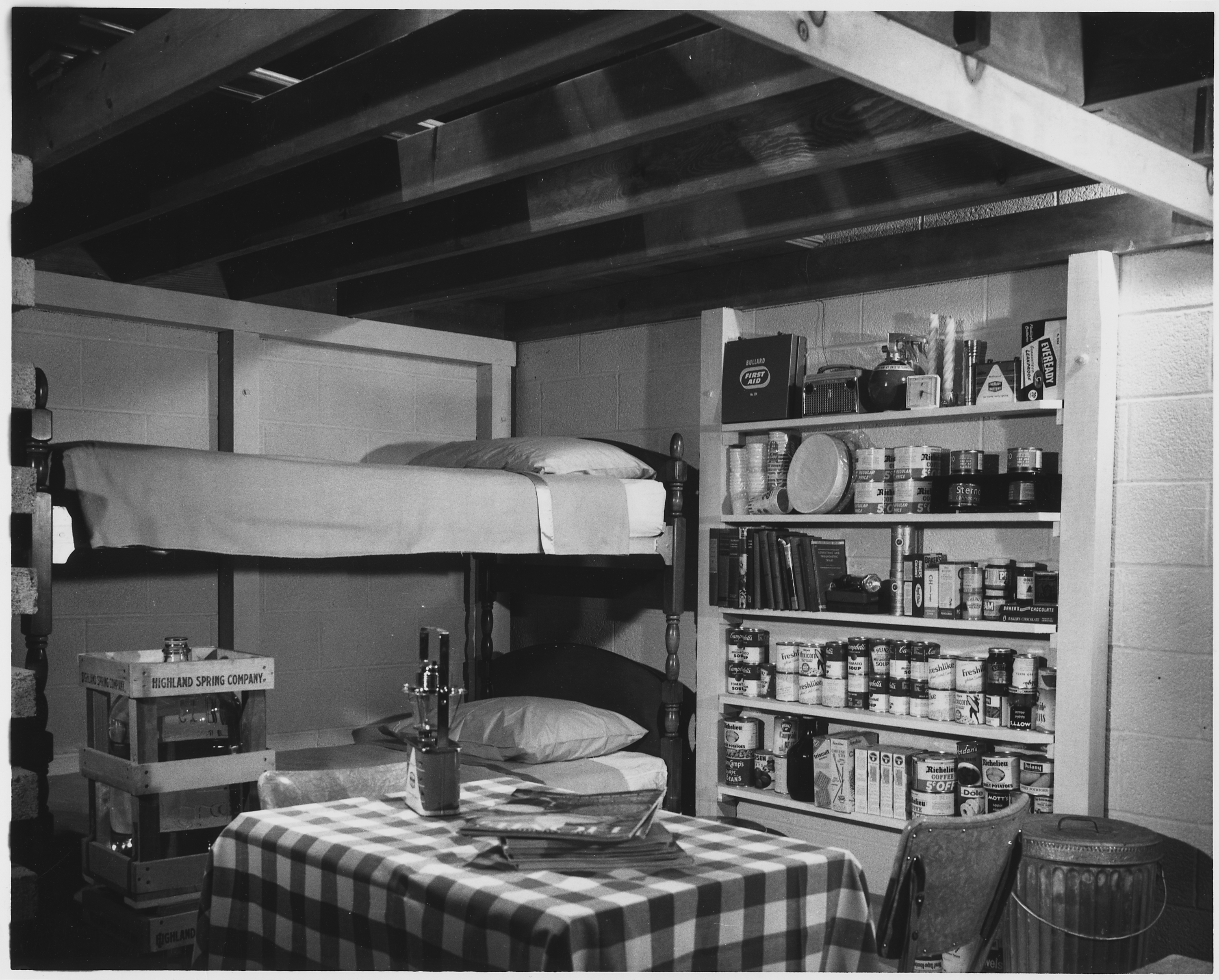
Сімейне протирадіаційне сховище в підвалі будинку, приблизно 1957 рік

Сурвайвалізм, або рух виживальників, зародився у часи «холодної війни» у США на тлі очікувань ядерної війни між США та СРСР. Популярність руху виживальників у США пояснюється обширними незаселеними територіями та діяльністю релігійних течій, яким було притаманне постійне очікування Страшного суду. Держава заохочувала готуватися до виживання і в 1950-х роках американська цивільна оборона радила громадянам США будувати приватні бомбосховища на випадок ядерного удару з боку СРСР.
Пік руху виживальників припав на 1970-ті роки через нафтову кризу та популярність книги Говарда Раффа «Голод і виживання в Америці» та «Як процвітати під час майбутніх важких років». Рафф прогнозував, що невдовзі Штати зазнають економічної депресії, тому радив зберігати вдома щонайменше річний запас продуктів, посилаючись на практику Церкви Ісуса Христа Святих останніх днів, членом якої він був. Очікування кризи зумовили видання численних посібників з виживання, зокрема з порадами як виготовляти саморобну зброю. Організовувалися курси з виживання, на подвір'ях облаштовувалися сімейні бункери на випадок ядерної війни. Діяльність деяких виживальників була екстремістською й навіть терористичною, як анархіста Теодора Качинського, що розсилав пакунки з вибухівкою людям, яких звинувачував у поширенні згубного науково-технічного прогресу. Звідси стереотип про виживальників як параноїків.

## Брендові виживальники
Тема виживання серед дикої природи неодноразово зображалася в реаліті-шоу, таких, як «Homestead Rescue» чи «Doomsday Preppers».
Беар Гріллс, Рей Мірс, Ліс Строуд — ведучі серій програм про виживання в екстремальних умовах (неофіційно названі брендовими виживальниками) на пізнавальному каналі Discovery.